# Björneborgarnas marsch
Björneborgarnas marsch (фін. Porilaisten marssi) — урочистий гімн Фінляндії.

## Історія
Мелодія скомпонована невідомим композитором XVIII ст., оригінальний текст шведською мовою написав Йоган Рунеберг у своїй епічній поемі «Оповідання прапорщика Штоля». Офіційний марш Бйорнеборгського полку (звідки й назва), а з 1918 року також і ЗСФ та їх головнокомандувача. Загальноєвропейської популярності твір набув під час радянсько-фінської війни. У XXI ст. «Porilaisten marssi» є офіційним маршем президента країни, постійно лунає під час нагородження фінських спортсменів на Олімпійських іграх.